# Осиківка (річка)
Осикі́вка, Лойкова  — річка в Україні, ліва притока, впадає до Кальміусу (басейн Азовського моря). Долина коритоподібна.
Живиться за рахунок атмосферних опадів. Льодостав нестійкий (з грудня до початку березня). Використовується на сільськогосподарські потреби.
Бере початок із південного сходу с. Многопілля Амвросіївський район Донецької області. Довжина річки 20 км, похил річки 4,0 м/км, площа басейну водозбору 152 км², найкоротша відстань між витоком і гирлом — 16,82  км, коефіцієнт звивистості річки — 1,19. Формується декількома балками та загатами. Тече територією Амвросіївського району та Старобешівського районів Донецької області. Впадає до Кальміусу в Береговому Старобешівського району Донецької області. Споруджено ставки.